# Back Creek
Back Creek  est une rivière de 66,5 km dans l'état de Virginie aux États-Unis. C'est un affluent de la rivière Jackson  dans le bassin du fleuve la James River.
Elle alimente une des plus grandes centrales hydro-électriques de pompage-turninage des États-Unis, la Centrale de Bath County.

## Géographie
Elle prend sa source à 1 128 m d'altitude dans les Appalaches. 38° 28′ 58″ N, 79° 38′ 27″ O

## Aménagements et écologie
Elle alimente une des plus grandes centrales hydro-électriques de pompage-turbinage des États-Unis, la Centrale de Bath County, mais ce barrage prélève peu d'eau, si ce n'est la compensation de l'évaporation des deux lacs de barrage.